# Тиха обитель
«Тиха обитель» (рос. Тихая обитель) — пейзаж російського художника Ісаака Левітана (1860—1900), написаний у 1890 році. Картина є частиною зібрання Третьяковської галереї. Розмір — 87,5 × 108 см.
Полотно, в сюжеті якого переплелися враження художника, пов'язані з кількома монастирями, було закінчено в 1890 році, після поїздки Левітана на Волгу. В 1891 році картина експонувалася на 19-й виставці Товариства пересувних художніх виставок («передвижників»), яка проходила в Петербурзі, а потім у Москві. «Тиха обитель» мала великий успіх у відвідувачів виставки і отримала високі оцінки у художніх критиків, що остаточно підтвердило визнання Левітана одним з провідних російських пейзажистів.
У тому ж 1891 році полотно було придбано для однієї з приватних колекцій. Після революції слід картини загубився, і її місцезнаходження залишалося невідомим до 1960 року, коли вона «знайшлася» у іншому приватному зібранні. У 1970 році картина «Тиха обитель» була передана в Державну Третьяковську галерею.

## Історія
У березні 1890 року Левітан вирушив у свою першу закордонну поїздку. За два місяці він побував у Німеччині, Франції та Італії. Після повернення в Росію разом з художницею Софією Кувшинниковою він поїхав на Волгу, де провів літо і осінь, відвідавши Пльос, Юр'євець і Кінешму.
Софія Пророкова, автор біографії Левітана, писала, що «Юр'євець привернув симпатії художника» і, зокрема, «його обворожив один монастир, розташований в лісі на протилежному березі біля великого Кривого озера». А його супутниця Софія Кувшинникова розповідала, порівнюючи з попередніми враженнями від виду Савино-Сторожевського монастиря під Звенигородом:
|  | Левитан поехал из Плёса в Юрьевец в надежде найти там новые мотивы и, бродя по окрестностям, вдруг наткнулся на ютившийся в рощице монастырёк. Он был некрасив и даже неприятен по краскам, но был такой же вечер, как в Саввине: утлые лавы, перекинутые через речку, соединяли тихую обитель с бурным морем жизни, и в голове Левитана вдруг создалась одна из лучших его картин, в которой слились и саввинские переживания, и вновь увиденное, и сотни других воспоминаний. |

Картина «Тиха обитель» була закінчена невдовзі після повернення Левітана з поїздки на Волгу, і вона мала великий успіх на 19-й виставці Товариства пересувних художніх виставок («передвижників»), яка відкрилася в Санкт-Петербурзі в березні 1891 року. Антон Чехов так писав про це в листі до своєї сестри Марії від 16 березня 1891 року: «Був я на пересувній виставці. Левітан святкує іменини своєї прекрасної музи. Його картина справляє фурор. <…> У всякому разі успіх у Левітана не з звичайних.» Згодом Чехов використав образ цієї картини в своїй повісті «Три роки» (1894), героїня якої, Юлія, розмірковує, розглядаючи краєвид на виставці:
|  | На переднем плане речка, через нее бревенчатый мостик, на том берегу тропинка, исчезающая в темной траве. <…> А вдали догорает вечерняя заря. <…> И почему-то вдруг ей стало казаться, что эти самые облачка,<…> и лес, и поле она видела уже давно и много раз, <…> и захотелось ей идти, идти и идти по тропинке; и там, где была вечерняя заря, покоилось отражение чего-то неземного, вечного. |

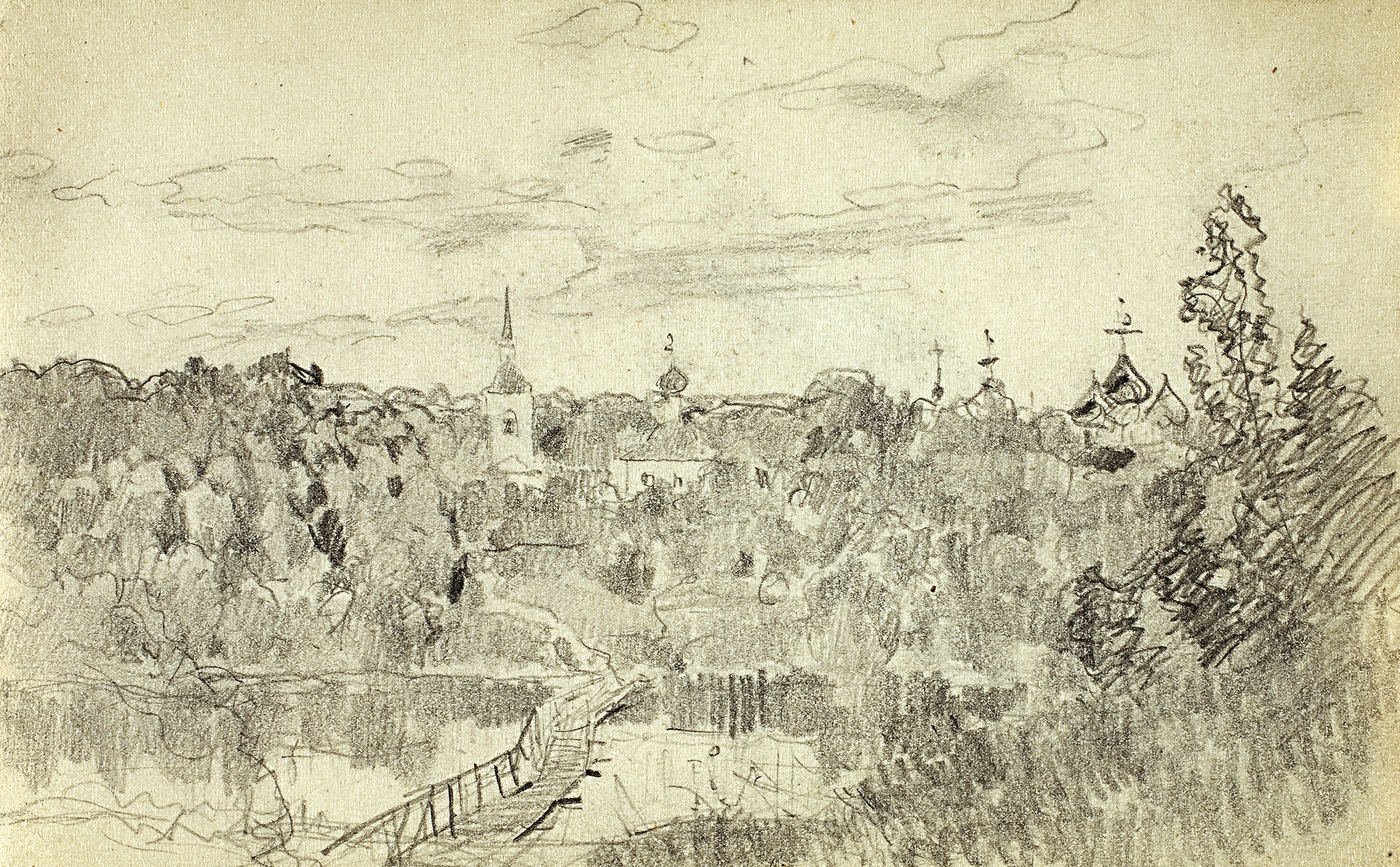
«Тиха обитель» (ескіз, папір, графітний олівець, 9 × 15 см, ГТГ)

Результатом успіху «Тихої обителі» на виставці передвижників стало остаточне визнання Левітана одним з провідних російських пейзажистів. Його картини стали охоче експонувати на виставках, і їх купували за хорошу ціну, в результаті чого помітно поліпшилося матеріальне становище художника. Бувши доти експонентом ТПХВ, з березня 1891 року він стає його повноправним членом.
У 1891 році, прямо з виставки передвижників, картина «Тиха обитель» була придбана у автора якимсь Алфьоров — в каталозі ГТГ його прізвище вказане без ініціалів. Судячи з усього, Левітан і сам не знав ім'я та по батькові покупця, оскільки в травні 1891 року в листі до художника Єгора (Георгія) Хруслова він писав: «Имя и отчество г[осподи]на Алферова для меня так же неизвестны, как и для Вас, и потому пошлите ему картину без обозначения имени. Продана картина за 600 р[ублей], о чем уже говорил Лемоху. Адрес упомянутого Алферова верен, т. е. Николаевская, д. 8, кв. 4.». Згідно з петербурзькою адресною книгою, в 1890-х роках будинок 8 по Миколаївській вулиці (нині — вулиця Марата) належав купцю 1-ї гільдії і засновнику банківської контори Федору Олександровичу Алфьорову (1839— не раніше 1917), який, мабуть, і був покупцем картини.

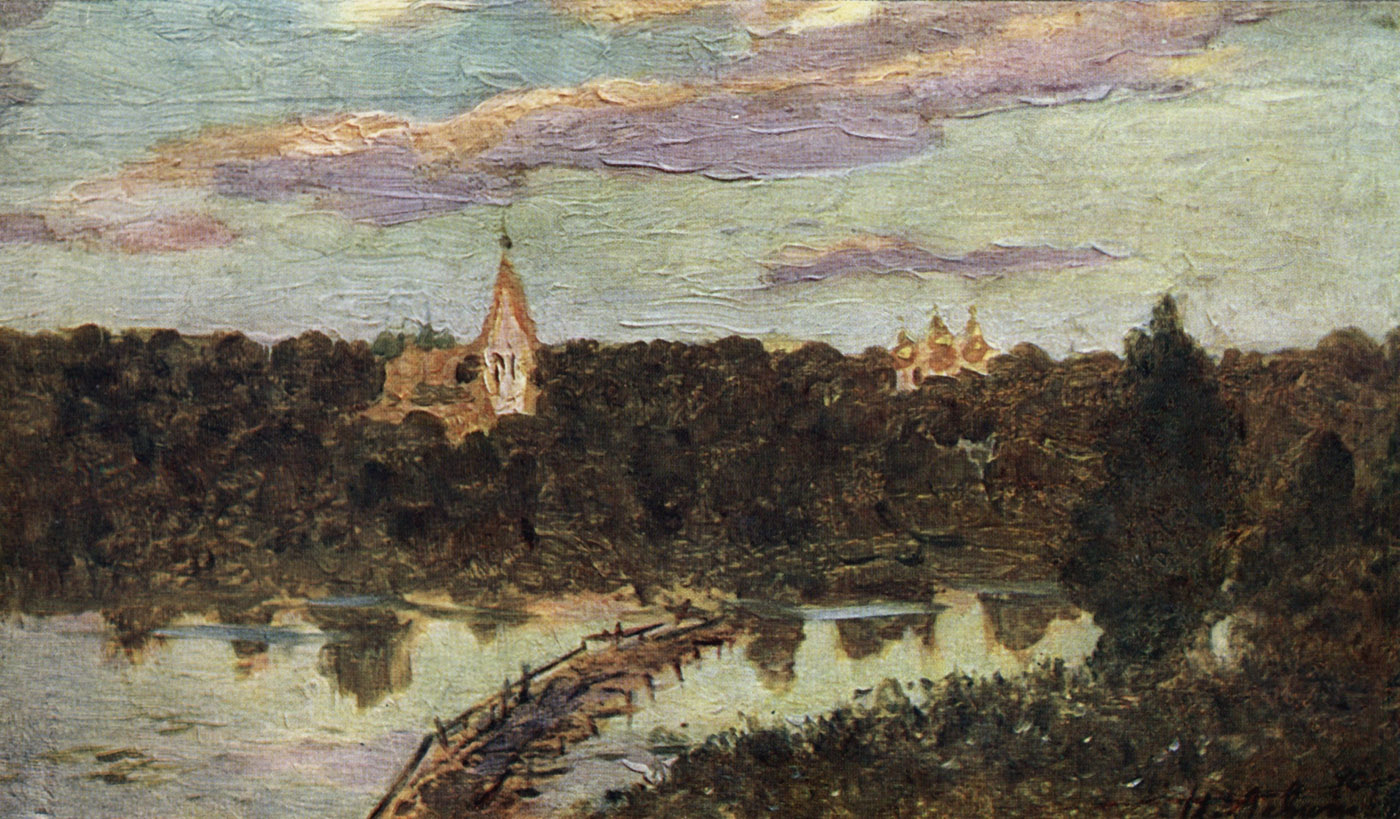
«Тиха обитель» (ескіз, дерево, олія, 9 × 16 см, 1890, приватне зібрання)

Згодом картина перейшла в колекцію диригента і композитора Миколи Голованова (1891—1953), який в кінці 1940-х — початку 1950-х років був головним диригентом Великого театру. Після смерті Голованова, що послідувала в 1953 році, його колекція залишалася у його сестри Ольги Семенівни. Судячи з усього, мистецтвознавці не знали, в кого знаходилася картина після Алфьорова, оскільки в публікації 1956 року вказувалося, що її «місцезнаходження невідоме». Вона знову «знайшлася» при підготовці до виставки 1960 року, що проходила в Третьяковській галереї і присвяченій 100-річчю з дня народження Левітана. Сестра Голованова померла в 1969 році. Після цього був створений Музей-квартира Миколи Голованова (нині — частина ВМОМК імені М. І. Глінки), в якому залишилася частина його колекції, а деякі полотна були передані в художні музеї. Зокрема, «Тиха обитель» Левітана і «Портрет Ст. А. Кочубей» М. М. Ге у 1970 році були передані в Третьяковську галерею.

## Сюжет і опис
На передньому плані картини зображена річка, через яку перекинуто вутлий дерев'яний місток — «лави». На іншому березі річки місток переходить у стежку, що веде до лісу, в глибині якого знаходиться монастир. Композиція побудована так, що «лави дійсно тягнуть погляд глядача в глибину, як би запрошують його йти за ними туди, до монастиря за річкою». На небі — вечірні золотисті хмари, серед відтінків яких зустрічаються і жовтий і фіолетовий кольори. Будівлі церков та дзвіниці підносяться над деревами, та їх відображення видно на спокійній гладі річковий поверхні — «великий простір спокійної води з ледь вагається в ньому відображенням далекого берега і його споруд дозволило посилити відчуття вечірньої тиші і спокою».
У сюжеті картини переплелися враження художника, пов'язані з кількома монастирями. Початковий задум картини, мабуть, виник в 1887 році, коли Левітан спостерігав захід сонця над Савино-Сторожевским монастирем під Звенигородом. Крім цього, при написанні картини Левітан використав образ Кривоозерського монастиря поруч з Юр'євцем на Волзі, куди він їздив з Пльоса. Цей монастир, для якого також зустрічаються назви Кривоезерский і Кривозерский, після 1917 року був закритий, а в середині 1950-х років потрапив у зону затоплення Горьківського водосховища.
На картині також зображено дзвіницю шатрового типу (з конусоподібним верхом). Письменниця Софія Пророкова стверджувала, що художник знайшов прообраз цієї дзвіниці на Соборній горі у Пльосі, де розташований Успенський собор. Мистецтвознавець Олексій Федоров-Давидов, коментуючи її твердження, обговорював і альтернативний варіант, вважаючи, що як її прообраз художник міг використовувати дзвіницю Воскресенської церкви в селі Решма (розташованому на Волзі між Кінешмою і Юрьєвцем), оскільки в альбомі Левітана був малюнок із зображенням цієї церкви. Краєзнавець Леонід Смирнов, детально розбираючи доводи Федорова-Давидова, тим не менш, погоджується з Пророковою і вважає, що Левітан використав образ дзвіниці на Соборній горі в Пльосі. Одним з аргументів на користь цього є те, що сусідня з нею будівля, зображена на картині, теж має архітектуру, схожу з церквою в Пльосі.
Через два роки після написання «Тихої обителі» дуже схожий монастир був зображений Левітаном на картині «Вечірній дзвін», що також знаходиться в Державній Третьяковській галереї.